# Strzyżowice (województwo lubelskie)
Strzyżowice – wieś w Polsce położona w województwie lubelskim, w powiecie puławskim, w gminie Żyrzyn.
Wieś szlachecka położona była w drugiej połowie XVI wieku w powiecie lubelskim województwa lubelskiego. W latach 1975–1998 miejscowość położona była w województwie lubelskim.
Wieś stanowi sołectwo gminy Żyrzyn. Według Narodowego Spisu Powszechnego z roku 2011 wieś liczyła 255 mieszkańców.

## Historia
Wieś notowana w roku 1375 jako „Strzezouicze”, stanowiła własność szlachecką. W tymże 1375 roku występuje z imienia Skarbek-Skarbko ze Strzyżowic (Kodeks Małopolski t.III s.874). W roku 1383 tenże Skarbko był poborcą dziesięcin biskupich w ziemi lubelskiej.

W roku 1401 właścicielem części wsi był Przybko ze Strzyżowic. W roku 1409 dziedzicami byli Jan Kuropatwa kasztelan zawichojski oraz Ofka wdowa po Przybku przejmując sukcesję po mężu.
W latach 1464–1466 właścicielami Strzyżowic byli Dobiesław, Krzesław, Piotr, Jan, Mikołaj i ksiądz Stanisław, synowie Krzesława Kurozwęckiego kasztelana lubelskiego. Z kolei z zapisów Długosza z lat 1470–1480 wynika że dziedzicem był Jan Kurozwęcki herbu Róża (Długosz L.B. t.II 551). W tym samym okresie to jest latach 1473–1481 w działach występuje Stanisław Kurozwęcki kanonik krakowski i kanclerz królewski. Po nich pomiędzy 1485-86 dziedzicem był Dobiesław Kurozwęcki  wojewoda lubelski. Natomiast w 1502 roku Stanisław Kurozwęcki wojewoda lubelski.